# Grande Prêmio da Áustria de 1974
Resultados do Grande Prêmio da Áustria de Fórmula 1 realizado em Österreichring em 18 de agosto de 1974. Décima segunda etapa da temporada, foi vencido pelo argentino Carlos Reutemann.

## Classificação da prova
| Pos. | Nº | Piloto                | Construtor        | Voltas | Tempo/Diferença          | Grid | Pontos |
| ---- | -- | --------------------- | ----------------- | ------ | ------------------------ | ---- | ------ |
| 1    | 7  | Carlos Reutemann      | Brabham-Ford      | 54     | 1:28:44.72               | 2    | 9      |
| 2    | 6  | Denny Hulme           | McLaren-Ford      | 54     | + 42.92                  | 10   | 6      |
| 3    | 24 | James Hunt            | Hesketh-Ford      | 54     | + 1:01.54                | 7    | 4      |
| 4    | 28 | John Watson           | Brabham-Ford      | 54     | + 1:09.39                | 11   | 3      |
| 5    | 11 | Clay Regazzoni        | Ferrari           | 54     | + 1:13.08                | 8    | 2      |
| 6    | 10 | Vittorio Brambilla    | March-Ford        | 54     | + 1:13.82                | 20   | 1      |
| 7    | 33 | David Hobbs           | McLaren-Ford      | 53     | + 1 volta                | 17   |        |
| 8    | 17 | Jean-Pierre Jarier    | Shadow-Ford       | 52     | + 2 voltas               | 23   |        |
| 9    | 30 | Dieter Quester        | Surtees-Ford      | 51     | + 3 voltas               | 25   |        |
| 10   | 23 | Tim Schenken          | Trojan-Ford       | 50     | + 4 voltas               | 19   |        |
| 11   | 9  | Hans-Joachim Stuck    | March-Ford        | 48     | Suspensão                | 15   |        |
| 12   | 26 | Graham Hill           | Lola-Ford         | 48     | + 6 voltas               | 21   |        |
| NC   | 35 | Ian Ashley            | Token-Ford        | 46     | + 8 voltas               | 24   |        |
| Ret  | 1  | Ronnie Peterson       | Lotus-Ford        | 45     | Semieixo                 | 6    |        |
| Ret  | 2  | Jacky Ickx            | Lotus-Ford        | 43     | Colisão                  | 22   |        |
| Ret  | 4  | Patrick Depailler     | Tyrrell-Ford      | 42     | Colisão                  | 14   |        |
| Ret  | 8  | José Carlos Pace      | Brabham-Ford      | 41     | Vazamento de combustível | 4    |        |
| Ret  | 5  | Emerson Fittipaldi    | McLaren-Ford      | 37     | Motor                    | 3    |        |
| NC   | 21 | Jacques Laffite       | Iso-Marlboro-Ford | 37     | + 17 voltas              | 12   |        |
| Ret  | 20 | Arturo Merzario       | Iso-Marlboro-Ford | 24     | Sistema de combustível   | 9    |        |
| Ret  | 16 | Tom Pryce             | Shadow-Ford       | 22     | Spun Off                 | 16   |        |
| Ret  | 14 | Jean-Pierre Beltoise  | BRM               | 22     | Motor                    | 18   |        |
| Ret  | 12 | Niki Lauda            | Ferrari           | 17     | Motor                    | 1    |        |
| Ret  | 27 | Rolf Stommelen        | Lola-Ford         | 14     | Acidente                 | 13   |        |
| Ret  | 3  | Jody Scheckter        | Tyrrell-Ford      | 8      | Motor                    | 5    |        |
| DNQ  | 31 | Ian Scheckter         | Hesketh-Ford      |        |                          |      |        |
| DNQ  | 43 | Leo Kinnunen          | Surtees-Ford      |        |                          |      |        |
| DNQ  | 18 | Derek Bell            | Surtees-Ford      |        |                          |      |        |
| DNQ  | 22 | Mike Wilds            | Ensign-Ford       |        |                          |      |        |
| DNQ  | 19 | Jean-Pierre Jabouille | Surtees-Ford      |        |                          |      |        |
| DNQ  | 32 | Helmuth Koinigg       | Brabham-Ford      |        |                          |      |        |

## Tabela do campeonato após a corrida
| Pos. | Piloto             | Pontos |
| ---- | ------------------ | ------ |
| 1    | Clay Regazzoni     | 46     |
| 2    | Jody Scheckter     | 41     |
| 3    | Niki Lauda         | 38     |
| 4    | Emerson Fittipaldi | 37     |
| 5    | Carlos Reutemann   | 23     |

| Pos. | Construtor   | Pontos  |
| ---- | ------------ | ------- |
| 1    | Ferrari      | 59      |
| 2    | McLaren-Ford | 55 (57) |
| 3    | Tyrrell-Ford | 45      |
| 4    | Lotus-Ford   | 29      |
| 5    | Brabham-Ford | 24      |

- Nota: Somente as primeiras cinco posições estão listadas. Em 1974 os pilotos computariam sete resultados nas oito primeiras corridas do ano e seis nas últimas sete. Neste ponto esclarecemos: na tabela dos construtores figurava somente o melhor colocado dentre os carros do mesmo time.